# Блез дьо Виженер
Блез дьо Виженер е френски дипломат, преводач, алхимик и астролог, добил известност като криптограф.
Виженер е роден в уважавано семейство в село Сен-Пурсен. Неговият баща Жан му осигурява класическо образование в Париж. Блез дьо Виженер изучава гръцки, иврит и италиански език при Адриен Тюрнеб и Жан Дора. През 1570 г. Виженер се оттегля от активния живот, доброволно напуска различни дипломатически функции и се връща в Париж. Полагащото му се пенсионно възнаграждение от 1000 лири годишно той дарява на бедните в Париж. Жени се за Мари Варе, която е по-млада от него. Негови анотирани и коментирани преводи излизат след 1550 г. По-късно публикува и свои собствени съчинения, между които Le Traicte de Cometes ou étoiles chevelues и Le Traicte des Chiffres (1586). Именно този Трактат за шифрите излага методът, който добива известност като шифър на Виженер.